# Třída Gerald R. Ford
Třída Gerald R. Ford je třída letadlových lodí Námořnictva Spojených států s jaderným pohonem, která má postupně nahradit letadlové lodě tříd Enterprise a Nimitz. První jednotka, loď USS Gerald R. Ford (CVN-78), byla stavěna od roku 2009 a do služby byla zařazena v roce 2017. Třída Gerald R. Ford je první novou americkou konstrukcí této kategorie po 40 letech, neboť kýl USS Nimitz, vedoucí lodi předchozí třídy, byl založen v roce 1968. Základní koncepce lodí vychází z třídy Nimitz, jsou však u nich využity nejnovější technologie, které například umožní snížit provozní náklady a počet členů posádky. Americké námořnictvo předpokládá, že celkové náklady na provoz jedné lodi této třídy budou o 5 miliard dolarů nižší, než tomu je u třídy Nimitz.

## Stavba

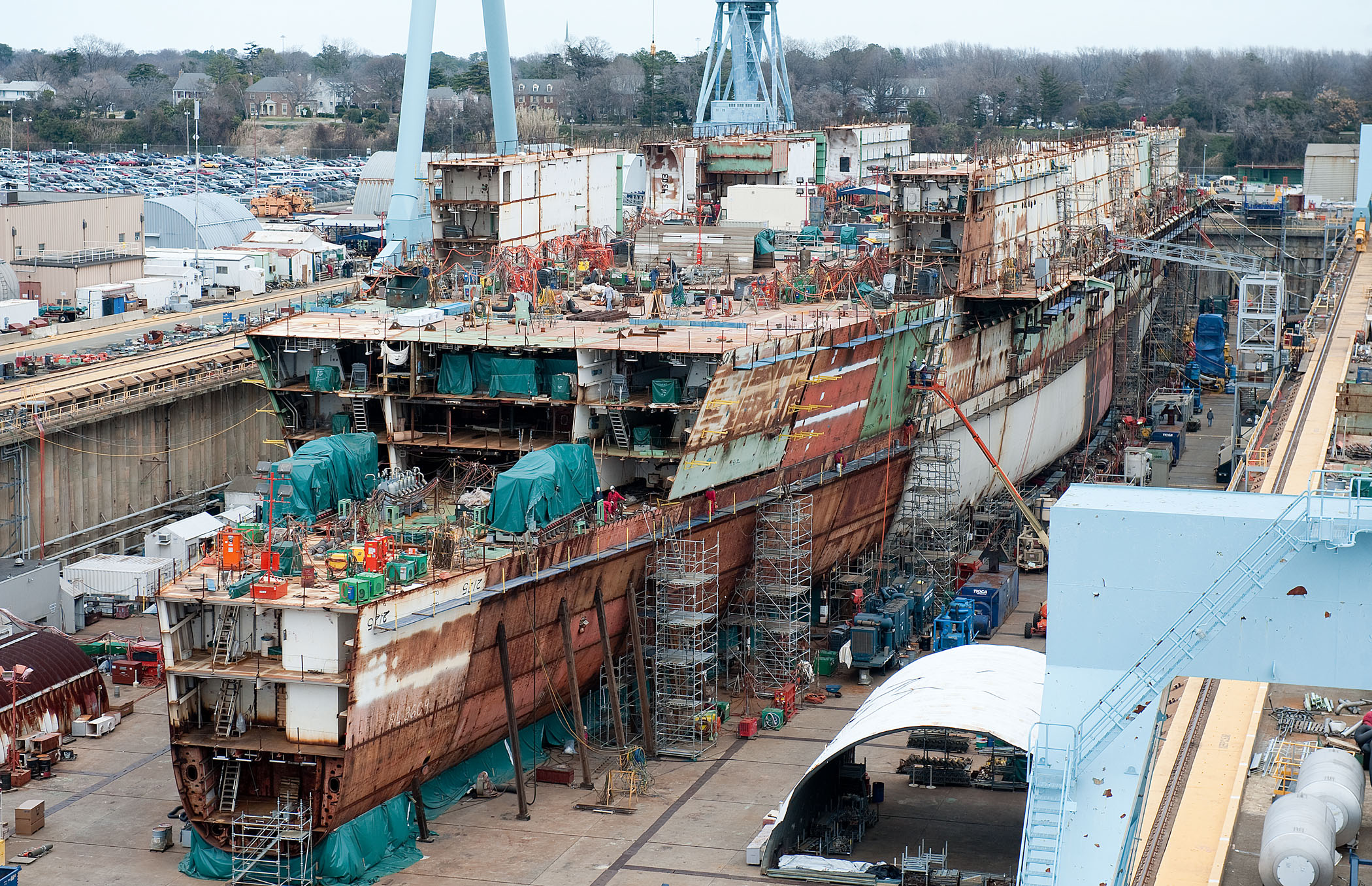
USS Gerald R. Ford během stavby

Projekt byl původně označován jako program CVN(X). Celkově je plánována stavba 10 lodí této třídy, přičemž první jednotka CVN-78 byla dokončena v roce 2017. Dokončení další, CVN-79, se předpokládá v roce 2022. Americké námořnictvo plánuje, že další lodě budou následovat ve čtyř až pětiletých intervalech a poslední jednotka bude dodána roku 2058. Stavba probíhá v loděnici Northrop Grumman (součást koncernu Huntington Ingalls Industries) v Newport News ve státě Virginie; tyto loděnice postavily všechny americké letadlové lodě s jaderným pohonem. Předpokládaná délka životnosti jedné lodi je 50 let.
Kýl první jednotky USS Gerald R. Ford (CVN-78) byl založen na konci roku 2009, loď byla spuštěna na vodu 11. října roku 2013 a od dubna 2017 procházela sérií armádních zkoušek. Do služby byla přijata 22. července 2017 během ceremoniálu na základně v Norfolku. Přítomen byl prezident Donald Trump.
Stavba druhé jednotky USS John F. Kennedy (CVN-79) byla zahájena slavnostním založením kýlu v létě 2015, spuštěna na vodu byla v roce 2019. Námořnictvu by měla být dodána v roce 2025.
Práce na třetí jednotce, USS Enterprise (CVN-80), byly zahájeny v roce 2018. K založení kýlu došlo v dubnu roku 2022, zařazení do služby je plánováno na rok 2028. Slavnostní první řezání oceli proběhlo v srpnu 2017.

## Seznam jednotek
| Jméno                           | První řezání oceli | Založení kýlu      | Spuštěna na vodu | Vstup do služby   | Stav                                         |
| ------------------------------- | ------------------ | ------------------ | ---------------- | ----------------- | -------------------------------------------- |
| USS Gerald R. Ford (CVN-78)     | 11. srpna 2005     | 13. listopadu 2009 | 11. října 2013   | 22. července 2017 | aktivní                                      |
| USS John F. Kennedy (CVN-79)    | 25. února 2011     | 22. srpna 2015     | 29. října 2019   |                   | ve stavbě, plánované zařazení do služby 2025 |
| USS Enterprise (CVN-80)         | 21. srpna 2017     | 5. dubna 2022      |                  |                   | ve stavbě, plánované zařazení do služby 2028 |
| USS Doris Miller (CVN-81)       | 26. srpna 2021     | 2023 (plán)        |                  |                   | ve stavbě, plánované zařazení do služby 2032 |
| USS William J. Clinton (CVN-82) |                    | 2027 (plán)        |                  |                   | objednána                                    |
| USS George W. Bush (CVN-83)     |                    |                    |                  |                   | plánována                                    |

## Konstrukce

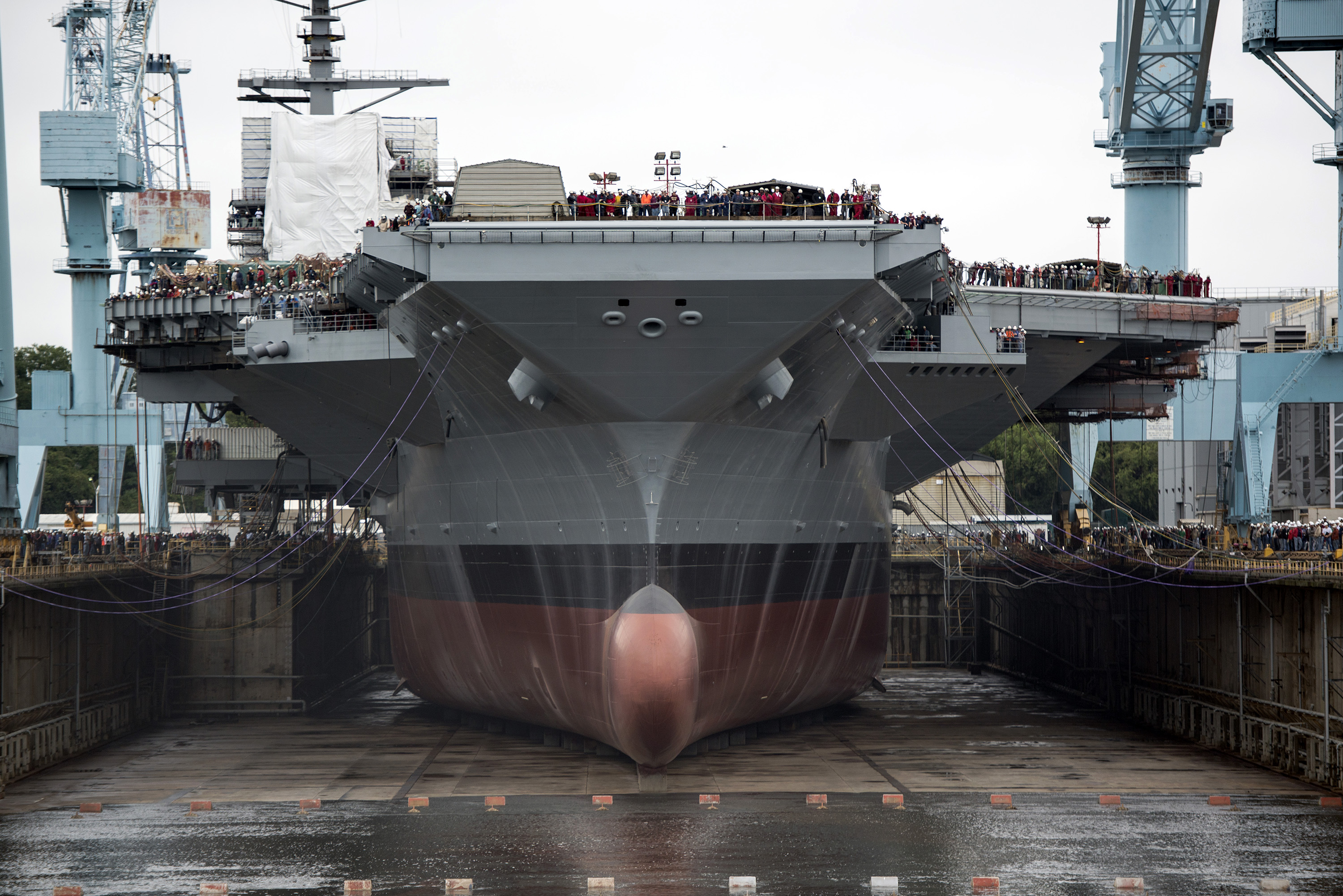
USS Gerald R. Ford v suchém doku

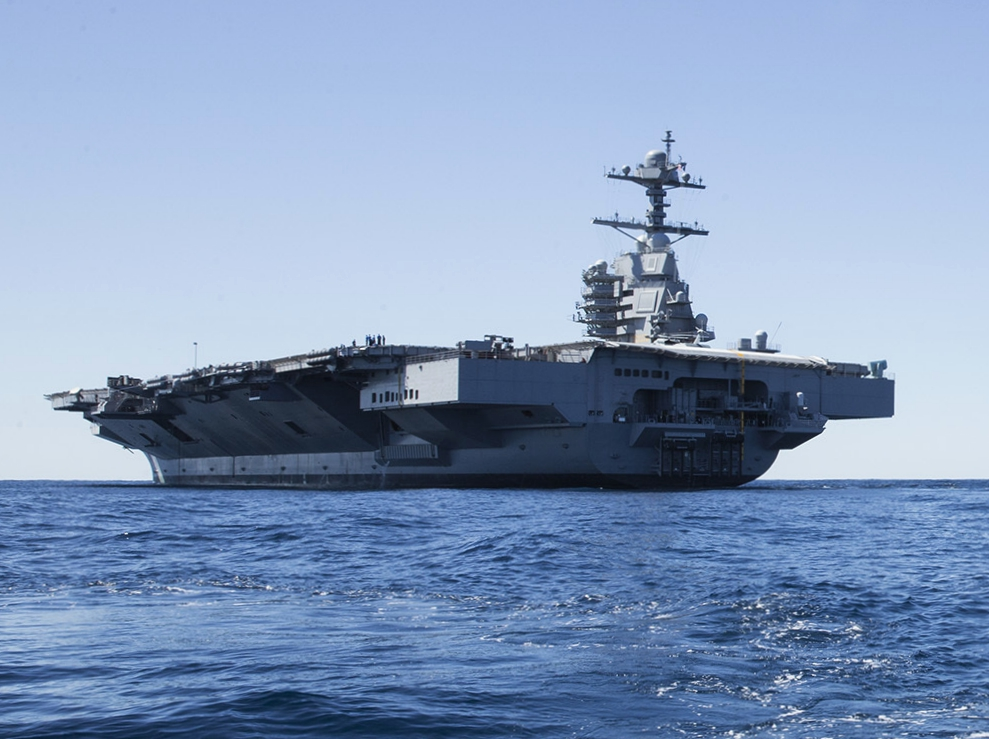
USS Gerald R. Ford

Výtlak okolo 100 000 t a základní koncepce lodí odpovídají třídě Nimitz. Obsluhu lodi zajišťuje 4 660 osob, z toho 2 500–2 700 námořníků a 2 480 leteckého personálu. Dle amerického námořnictva znamená oproti předchozí třídě úsporu 800 námořníků a 400 leteckého personálu. Rovněž řešení trupu odpovídá třídě Nimitz. Trup má stejný počet palub, velitelský ostrov je však menší a posunutý více směrem k zádi. V trupu byl rovněž ponechán dostatek prostoru pro montáž nových zařízení během modernizací.
Kapacita nesených letounů a vrtulníků se dle jejich složení může pohybovat mezi 75–90 kusy. Provozní kapacita lodi byla zvýšena ze 140 bojových letů denně u třídy Nimitz na 160, v nejnutnějším případě až na 220. Letovou palubu s hangárem spojují tří výtahy (tedy o jeden méně). První lodě této třídy mají nést čtyři parní katapulty typu C-13, které budou později nahrazeny novými katapulty EMALS fungujícími na elektromagnetickém principu.
Na rozdíl od předchozí třídy Nimitz, jejímž největším omezením je zdroj elektrické energie, se třída Gerald R. Ford s tímto nedostatkem potýkat nemá. Je vybavena dvojicí nových jaderných reaktorů A1B, které mají oproti svým předchůdcům z šedesátých let A4W jednodušší konstrukci, vyšší účinnost, trojnásobný výkon a menší nároky na obsluhu. Lodní šrouby jsou čtyři. Plánovaná rychlost je více než 30 uzlů.
Velitelská věž je na rozdíl od třídy Nimitz menší. Jedním z důvodů je použití nového typu radaru bez pohyblivých částí s menším počtem antén. Ušetřené místo bylo využito jako ústřední oblast pro přezbrojení a doplnění paliva. Zbraňový výtah byl přemístěn. Tyto změny mají snížit počet přejezdů přes dráhu po přistání nutných k dalšímu startu a zrychlit přezbrojování letounů.
Poprvé v historii konstrukce amerických letadlových lodí je plánována instalace elektromagnetického katapultu (EMALS). Nový katapult nemá omezení na hmotnost letadel, takže bude možné z jednoho katapultu urychlovat jak lehká, tak těžká letadla. Počítá se s vyšší účinností, menšími rozměry, nižší hmotností, vyšším výkonem, lepší ovladatelností a lepší kontrolou síly, která by měla méně namáhat draky letadel. Poprvé budou instalovány také elektromagnetické brzdy (které mohou nabíjet katapult). Nové brzdy umožní zachytávání bezpilotních prostředků, aniž by došlo k jejich poškození. I v tomto případě se očekává, že systém bude bezpečnější, spolehlivější a bude klást menší nároky na údržbu a obsluhu.

## Výzbroj

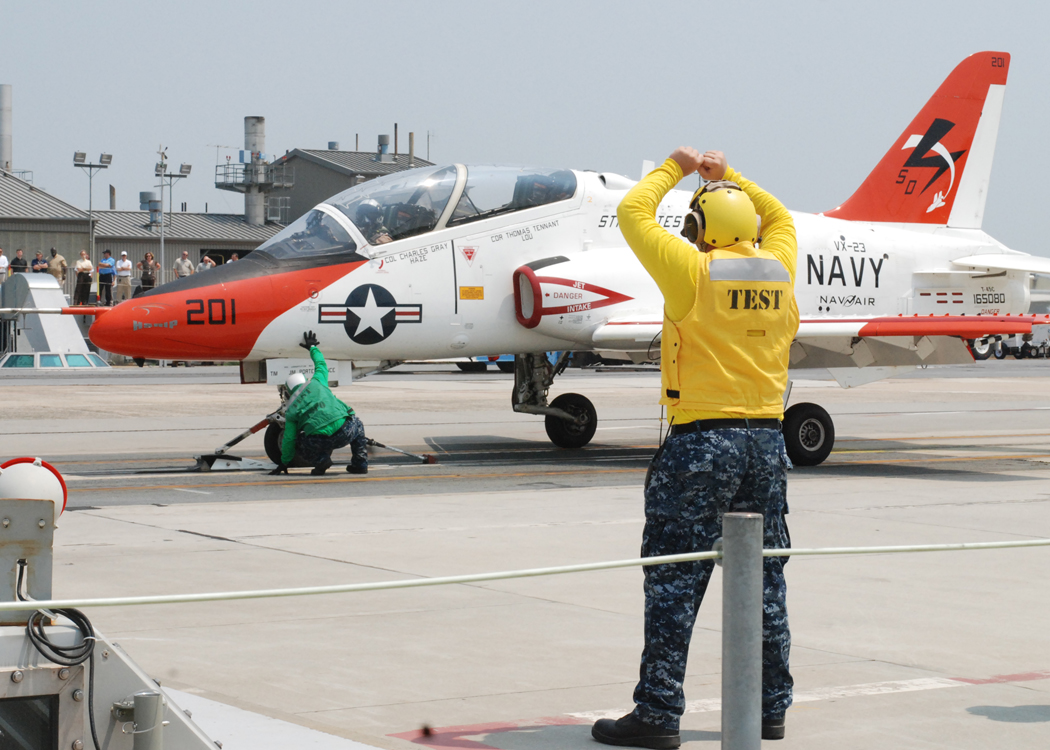
Zkoušky katapultu EMALS nové koncepce na pozemní základně Lakehurst s letounem T-45C Goshawk

Obrannou výzbroj tvoří dvě osminásobná odpalovací zařízení Mk 29 pro protiletadlové řízené střely RIM-162D ESSM, dva raketové systémy blízké obrany RIM-116 RAM, dva 20mm hlavňové systémy blízké obrany Phalanx a čtyři 12,7mm kulomety. Počítá se s provozem více než 75 letadel a vrtulníků, konkrétně víceúčelových bojových letounů F-35 JSF s technologií stealth, úderných letounů F/A-18E/F Super Hornet, letounů pro elektronický boj EA-18G Growler, letounů včasné výstrahy E-2 Hawkeye, transportních letounů C-2 Greyhound, vrtulníků SH-60 Seahawk a bezpilotních letounů.
Loď je vybavena novým typem radaru, který sdružuje radary v pásmu S a X do jednoho systému (pásmo X pro vyhledávání, určování drah nízko letících cílů a ozáření cíle, pásmo S pro vyhledává cílů a určování drah za jakéhokoli počasí).